# استان لنینگراد

استان لنینگراد در نقشهٔ روسیه.

استان لنینگراد (به روسی: Ленингра́дская о́бласть) (تلفظ: لِنین‌گْرادْسکایا اُبلاست) یکی از استان‌های فدراسیون روسیه است.
این استان که در ۱ اوت ۱۹۲۷ تأسیس شده جمعیتی برابر با ۱٬۶۶۹٬۲۰۵ نفر دارد.
مرکز اداری این استان شهر سن‌پترزبورگ است ولی این شهر خود یک واحد فدرالی جدا به‌شمار می‌آید و در تقسیمات کشوری از استان لنینگراد جداست.